# Conferencia de Presidentes del Parlamento Europeo
La Conferencia de Presidentes es el principal órgano político interno de gobierno del Parlamento Europeo. Está compuesta por los presidentes de los grupos parlamentarios y por el de la propia institución, que la preside. También participa en sus reuniones un representante sin derecho a voto de los diputados no inscritos.
La Conferencia de Presidentes adopta sus decisiones por consenso o por votación ponderada, de acuerdo con el peso parlamentario de los grupos representados.
La Conferencia de Presidentes es competente para:
- la organización de los trabajos y la organización legislativa de la Cámara;
- la atribución de competencias a las comisiones parlamentarias y delegaciones y la determinación de su composición;
- las relaciones con las demás instituciones, órganos y organismos de la Administración comunitaria, los parlamentos nacionales de los Estados miembros y las asambleas legislativas de terceros países;
- la preparación del calendario de la institución y del orden del día de las sesiones;
- la distribución de los escaños de los diputados en el hemiciclo.

## Funcionamiento
Dotada de funciones de amplia relevancia política y organizativa, la Conferencia de Presidentes organiza los trabajos del Parlamento; fija los detalles de la programación legislativa (calendario y orden del día de las sesiones plenarias, composición de las comisiones y delegaciones); y conoce de las relaciones con países no pertenecientes a la Unión Europea y organizaciones extracomunitarias.
Como órgano colegiado, sus decisiones se adoptan por consenso, o en su ausencia, por mayoría de votos ponderados en relación con el número de escaños del grupo político que represente cada presidente.

## Composición
La Conferencia de Presidentes está compuesta por el presidente del Parlamento y los presidentes de los grupos políticos. En su caso, el presidente de un grupo político podrá hacerse representar por un miembro de su grupo. Igualmente, los eurodiputados que no estén inscritos en ningún grupo político podrán enviar a un representante para que participe en la Conferencia, que tendrá voz, pero no voto.
Esta es la composición en la IX legislatura, tras las elecciones europeas de 2019.
| Presidente        | Presidente          | Grupo político                                                            |
| ----------------- | ------------------- | ------------------------------------------------------------------------- |
|                   | Roberta Metsola     | Presidencia del Parlamento Europeo                                        |
|                   | Manfred Weber       | Partido Popular Europeo                                                   |
|                   | Iratxe García Pérez | Alianza Progresista de Socialistas y Demócratas                           |
|                   | Dacian Cioloș       | Renovar Europa                                                            |
|                   | Ska Keller          | Los Verdes-Alianza Libre Europea                                          |
| Philippe Lamberts |                     | Los Verdes-Alianza Libre Europea                                          |
|                   | Marco Zanni         | Identidad y Democracia                                                    |
|                   | Raffaele Fitto      | Grupo de los Conservadores y Reformistas Europeos                         |
| Ryszard Legutko   |                     | Grupo de los Conservadores y Reformistas Europeos                         |
|                   | Manon Aubry         | Grupo Confederal de la Izquierda Unitaria Europea/Izquierda Verde Nórdica |
| Martin Schirdewan |                     | Grupo Confederal de la Izquierda Unitaria Europea/Izquierda Verde Nórdica |